# Lekattskär (vid Kivimo, Houtskär)
Lekattskär är en ö i Finland. Den ligger i Skärgårdshavet och i kommunen Pargas i landskapet Egentliga Finland, i den sydvästra delen av landet. Ön ligger omkring 58 kilometer väster om Åbo och omkring 200 kilometer väster om Helsingfors.
Öns area är 2,8 hektar och dess största längd är 290 meter i nord-sydlig riktning. Runt Lekattskär är det glesbefolkat, med 8 invånare per kvadratkilometer. Närmaste större samhälle är Korpo, 17,7 km sydost om Lekattskär.